# Niszczyciele projektu 30/30K
Niszczyciele projektu 30 (typu Ogniewoj) i 30K (typu Osmotritielnyj) – seria 11 radzieckich okrętów klasy niszczycieli, budowanych podczas II wojny światowej, które do służby weszły już po wojnie. Pozostawały w służbie marynarki radzieckiej do końca lat 50., jeden został przekazany Bułgarii. Ich dalszą wersją pochodną były niszczyciele projektu 30bis, stanowiące najdłuższą powojenną serię niszczycieli na świecie, opisane osobno.

## Historia
Już podczas budowy serii standardowych niszczycieli dla marynarki ZSRR, projektu 7, w połowie lat 30. XX wieku, dowództwo marynarki wojennej doszło do wniosku, że potrzebuje większych i silniejszych okrętów, uzbrojonych w działa w zamkniętych wieżach i ze wzmocnionym uzbrojeniem przeciwlotniczym. Na projekt wpłynęły japońskie duże niszczyciele typu Fubuki, wprowadzające po raz pierwszy w tej klasie uzbrojenie w wieżach, a także doświadczenia z wojny domowej w Hiszpanii, zwłaszcza wzrost zagrożenia ze strony lotnictwa. 15 listopada 1937 zatwierdzono założenia taktyczno-techniczne dla nowego okrętu.
Projekt nowych niszczycieli powstał w latach 1937-1939 w stoczni im. A.A. Żdanowa w Leningradzie, głównym projektantem był A. Junowidow. Projekt został skierowany do realizacji i pod koniec 1939 rozpoczęto budowę serii okrętów. Pierwotnie zakładano budowę ok. 70 niszczycieli projektu 30, faktycznie zdołano rozpocząć budowę prawdopodobnie 38 lub 28 jednostek. Budowę rozpoczęto w pięciu stoczniach: najwięcej (14) w stoczni nr 190 im. A.A. Żdanowa w Leningradzie, poza tym w stoczniach nr 189 w Leningradzie (3), nr 200 im. 61 Komunardów w Mikołajowie (6), nr 199 im. Leninskiego Komsomołu w Komsomolsku nad Amurem (5) i Stoczni Północnej nr 402 w Mołotowsku (później Siewierodwińsk) (10). Nie na wszystkich jednak faktycznie rozpoczęto prace.
Przed atakiem Niemiec na ZSRR wodowano tylko dwa okręty: "Ogniewoj" i "Ozornoj", lecz nie zdołano ich ukończyć. W obliczu zajęcia Mikołajowa przez Niemców, oba zwodowane kadłuby przeholowano na wschodnie wybrzeże Morza Czarnego. Wieżę dział przeciwlotniczych z "Ogniewoja" zamontowano tymczasowo na liderze "Taszkient". Prace na "Ogniewoju" podjęto dopiero z chwilą poprawy sytuacji materiałowej ZSRR, w 1943 w stoczni w Batumi (nr 201) i ostatecznie jako jedyny został on przyjęty do służby przed końcem wojny, 22 marca 1945 (otrzymał on wieże dział 130 mm i z powrotem dział przeciwlotniczych z zatopionego "Taszkienta"). Oprócz tych okrętów, w trakcie wojny wodowano jeszcze tylko dwa kadłuby ("Wnuszytielnyj" i "Osmotritielnyj"), lecz dalsze prace wstrzymano, a na części okrętów w ogóle przerwano.
Jedynie "Ogniewoj" został ukończony według oryginalnego projektu 30, aczkolwiek zmodyfikowanego z uwzględnieniem doświadczeń wojennych, przede wszystkim ze wzmocnionym lekkim uzbrojeniem przeciwlotniczym (6 działek 37 mm i 4 wkm zamiast 8 wkm), przez co wzrosła wyporność okrętu (standardowa z 1890 do 2016 ton). Dodano też wyposażenie w postaci radaru Gjuis 1B i brytyjskiej stacji hydrolokacyjnej ASDIC.
Dalsze 10 okrętów ukończono po wojnie, według projektu ulepszonego na podstawie doświadczeń wojennych, oznaczonego jako projekt 30K (K – korriektirowannyj – skorygowany). W stosunku do projektu bazowego, kadłub przedłużono o 1,5 m, dwie armaty przeciwlotnicze 76 mm w wieży zamieniono na armaty 85 mm, jako lekkie uzbrojenie przeciwlotnicze zastosowano 6 działek 37 mm, nieco zmieniono nadbudówki, maszt dziobowy i rozmieszczenie wyposażenia oraz zastosowano bogatsze wyposażenie elektroniczne. Weszły one do służby w latach 1947-1950.
Docelowym typem niszczyciela rozwiniętym z projektu 30 był projekt 30bis, którego 70 jednostek zbudowano w latach 1948-1953.

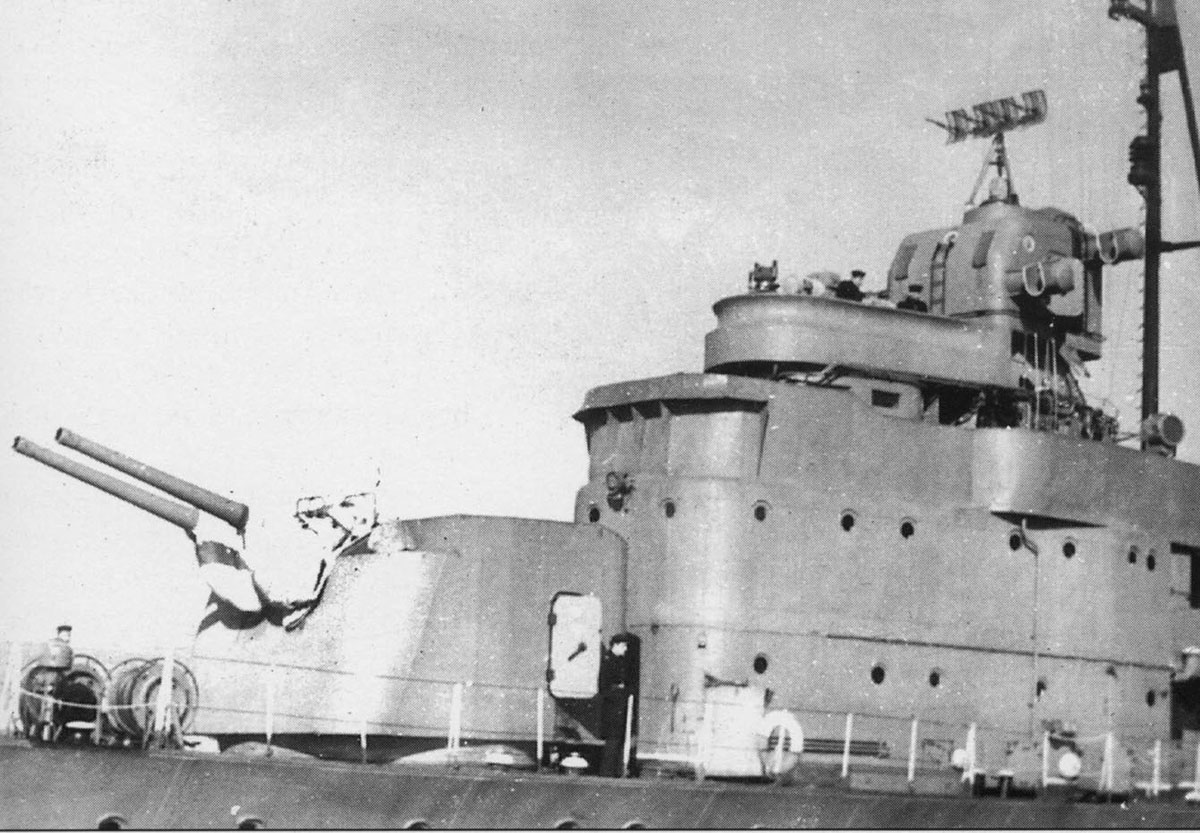
Wieża i nadbudówka dziobowa niszczyciela "Gieorgi Dimitrow"

## Opis i ocena
Niszczyciele projektu 30/30K miały architekturę typową dla przedwojennych jednostek tej klasy, z podniesionym pokładem dziobowym na ok. 40% długości kadłuba. Sylwetkę charakteryzowały dwie wieże artylerii na dziobie i rufie, stosunkowo duża, lecz zwarta bryła nadbudówki dziobowej, o zaokrąglanych krawędziach oraz dwa niskie, szerokie, pochylone, daleko rozsunięte od siebie kominy. Główne stanowisko dowodzenia (mostek) było odkryte. Kadłub dzielił się poprzecznie na 18 przedziałów wodoszczelnych. Okręty miały dwie kotłownie i dwie maszynownie na śródokręciu w układzie przemiennym, w celu zwiększenia odporności na uszkodzenia (kotłownia, maszynownia, kotłownia, maszynownia).
Uzbrojenie artyleryjskie było umiarkowanie silne, składało się z 4 dział kalibru 130 mm rozmieszczonych w dwóch dwudziałowych wieżach. Jedynie w niewielkim zakresie działa te mogły prowadzić zaporowy ogień przeciwlotniczy. Wieże były chronione lekkim pancerzem przeciwodłamkowym grubości 8 mm, masa wieży wynosiła 49 t, a obsługa 23 ludzi. Uzbrojenie przeciwlotnicze średniego kalibru stanowiła dwudziałowa wieża dział 76,2 mm na nadbudówce rufowej (w projekcie 30K – dział 85 mm). Jej system kierowania ogniem był jednak dość zawodny. Uzbrojenie przeciwlotnicze dopełniało 6 pojedynczych automatycznych działek 37 mm 70-K, po dwa na platformach po obu stronach drugiego komina oraz po jednym na pokładzie po bokach nadbudówki dziobowej. Stosunkowo słabe było uzbrojenie torpedowe w postaci 6 wyrzutni torpedowych, w dwóch aparatach.
Ogólnie, okręty projektu 30 prezentowały dobry poziom, jak na II wojnę światową, jednakże po wojnie, na skutek szybkiego rozwoju techniki wojny morskiej, wkrótce stały się przestarzałe i niepodatne na modernizacje. W dużej mierze odnoszą się do nich uwagi do projektu 30bis.

## Służba
Okręty projektu 30 i 30K po wejściu do służby były przez krótki okres najnowocześniejszymi niszczycielami radzieckimi i zostały rozdzielone pomiędzy wszystkie 4 Floty: Flotę Bałtycką (początkowo 4. i 8. Flotę), Flotę Czarnomorską, Flotę Oceanu Spokojnego i Flotę Północną. Nie były w znaczący sposób modernizowane. Ze służby bojowej wycofano je już między 1958 (5 jednostek) a 1960, po czym część przeznaczono do zadań pomocniczych typu hulk (oznaczenie PKZ) lub okręt-baza, po czym złomowano w latach 60. "Wynosliwyj", "Włastnyj" i "Osmotritielnyj" służyły jako okręty-cele (ten ostatni został zatopiony 6 listopada 1961 pociskami rakietowymi podczas prób państwowych krążownika "Groznyj").
Jeden niszczyciel "Ozornoj" został wkrótce po wejściu do służby w 1950 roku przekazany Bułgarii, gdzie służył do 1960 pod nazwą "Georgi Dimitrow" (planowano przekazanie także niszczyciela "Ogniewoj", który miał otrzymać nazwę "Wasil Kolarow", lecz strona bułgarska zrezygnowała z tego. W starszych źródłach zachodnich są spotykane błędne informacje, że "Georgi Dymitrow" to "Ogniewoj", i błędny rok  przekazania 1956).
| Nazwa                                          | Nr stoczni            | Położenie stępki      | Wodowanie             | Wejście do służby               | wycofanie       |
| Projekt 30                                     | Projekt 30            | Projekt 30            | Projekt 30            | Projekt 30                      | Projekt 30      |
| ---------------------------------------------- | --------------------- | --------------------- | --------------------- | ------------------------------- | --------------- |
| Ogniewoj (Огневой) (ex Opasnyj do 16. 5. 1941) | 200                   | 20. 11. 1939          | 07. 11. 1940          | 22. 03. 1945                    | ?               |
| Projekt 30K                                    |                       |                       |                       |                                 |                 |
| Osmotritielnyj (Осмотрительный)                | 402                   | 05. 05. 1940          | 24. 08. 1944          | 29. 09. 1947                    | 08. 04. 1958    |
| Wnuszytielnyj (Внушительный)                   | 199                   | 16. 10. 1940          | 1942                  | 29. 12. 1947                    | 18. 04. 1958    |
| Stalin (Сталин) ex. Ochotnik do 1. 12. 1946)   | 402                   | 25. 06. 1940          | 19. 07. 1947          | 29. 09. 1948                    | 03. 04. 1958    |
| Otlicznyj (Отличный)                           | 190                   | 02. 12. 1939          | 07. 05. 1947          | 31. 10. 1948                    | 06. 02. 1960    |
| Wynosliwyj (Выносливый)                        | 199                   | 29. 10. 1940          | 17. 11. 1947          | 05. 12. 1948                    | 20. 02. 1959    |
| Włastnyj (Властный)                            | 199                   | 29. 10. 1940          | 15. 06. 1948          | 27. 12. 1948                    | 20. 02. 1959    |
| Ozornoj (Озорной)                              | 200                   | 20. 11. 1939          | 25. 12. 1940          | 09. 01. 1949 (lub 09. 04. 1949) | 1950 → Bułgaria |
|                                                | jako Georgi Dimitrow: | jako Georgi Dimitrow: | jako Georgi Dimitrow: | 20. 02. 1950                    | 30. 09. 1960    |
| Obrazcowyj (Образцовый)                        | 190                   | 02. 12. 1939          | 30. 10. 1947          | 29. 09. 1949                    | 20. 02. 1959    |
| Otważnyj (Отважный)                            | 190                   | 30. 12. 1939          | 02. 01. 1948          | 02. 03. 1950                    | 18. 03. 1958    |
| Odarionnyj (Одарённый)                         | 190                   | 30. 12. 1939          | 27. 12. 1948          | 28. 06. 1950                    | 28. 01. 1958    |

Uwagi:
- podane są daty wstąpienia do służby, daty podniesienia bandery były nieco późniejsze (dane dla niszczycieli projektu 30K według S.S. Bierieżnoj[4], nazwy w prawidłowej transkrypcji)
- podane są daty wycofania ze służby bojowej, natomiast część okrętów służyła dalej pod zmienionymi oznaczeniami jako jednostki pomocnicze
- stocznie:
  - nr 190 – stocznia im. A.A. Żdanowa w Leningradzie
  - nr 200 – stocznia im. 61 Komunardów w Mikołajowie
  - nr 199 – stocznia im. Leninskiego Komsomołu w Komsomolsku nad Amurem
  - nr 402 – Stocznia Północna w Siewierodwińsku

## Dane techniczne
Dane projektu 30K, w nawiasie – różnice dla "Ogniewoj" proj. 30
- wymiary:
  - długość całkowita – 117 m (115,5 m)
  - szerokość 11 m
  - zanurzenie 4 m (max – 4,6 m)
- wyporność:
  - standardowa – 2125 t (2016 t)
  - pełna – 2860 t (2767 t)
- napęd: 2 zespoły turbin parowych o mocy łącznej 54 000 KM, 4 kotły parowe, 2 śruby napędowe
- prędkość:
  - maksymalna – 36,5 w. (37,2 w)
  - ekonomiczna – 16,9 w.
- zasięg: 2950 Mm przy prędkości 16,9 w (3770 Mm/16 w)
- załoga: 301 ludzi (254)

Uzbrojenie (projekt 30K):
- 4 działa kalibru 130 mm w dwóch zamkniętych, dwudziałowych wieżach typu B-2ŁM
  - długość lufy L/50 (50 kalibrów, kąt podniesienia -5° +45°, donośność 25 500 m, prędkość początkowa 870 m/s, zapas 150 nabojów na działo, opancerzenie wieży 8 mm,
- 2 działa plot. 85 mm 90-K w zamkniętej, dwudziałowej wieży na rufie typu 92-K
  - długość lufy L/52, kąt podniesienia -5° +85°, donośność pozioma 15 500 m, pionowa 10 500 m, zapas 300 nabojów na działo
- 6 pojedynczych automatycznych działek plot. 37 mm 70-K (6xI)
- 6 wyrzutni torpedowych 533 mm (2xIII, w osi symetrii okrętu)
- 2 miotacze bomb głębinowych BMB-2
- 2 zrzutnie bomb głębinowych (22 bomby głębinowe B-1)
- 2 tory minowe (możliwość zabrania 52 min morskich KB lub 60 M-26)

"Ogniewoj" proj.30 tak samo, ale 2 działa 76,2 mm (1xII) w wieży 39-K w miejsce dział 85 mm oraz dodatkowo 4 wkm plot (2xII).
Wyposażenie
- Projekt 30:
  - radar dozoru ogólnego: Gjuis 1B
  - stacja hydrolokacyjna podkilowa ASDIC
  - radiostacje
  - system kierowania ogniem artylerii głównej Mina-30bis: stanowisko kierowania ogniem SM-10-1 z dwoma dalmierzami 4 m i dalocelownikiem (na nadbudówce dziobowej), centrala artyleryjska CAS-2M
- Projekt 30K:
  - radary: Gjuis 1B, Rif 1, Rym 1
  - stacja radiolokacyjna Riedan-2 kierowania ogniem armat 130 mm (później Zaria)
  - stacja radiolokacyjne Wympieł-2 kierowania ogniem armat plot
  - stacja hydrolokacyjna podkilowa Tamir 5N
  - radiostacje
  - system kierowania ogniem artylerii głównej Mina-30bis: stanowisko kierowania ogniem SM-10-1 z dwoma dalmierzami 4 m i dalocelownikiem (na nadbudówce dziobowej), centrala artyleryjska CAS-2M
  - system kierowania ogniem artylerii plot Sojuz-30bis: stanowisko kierowania ogniem z dwoma dalmierzami 3 m i 1 m i dalocelownikiem (na nadbudówce rufowej), punkt dowodzenia SWP-29RŁM